# Kościół św. Anny w Kołaczycach
Kościół św. Anny w Kołaczycach – rzymskokatolicki kościół parafialny znajdujący się w mieście Kołaczyce w województwie podkarpackim, przy ulicy Kościelnej.

## Historia
Kościół został wybudowany w latach 1903–1906 w stylu neogotyckim jako piąta z kolei. Projektantem świątyni był Stanisław Majerski. Do jego budowy użyto czerwonej cegły i białego kamienia.

## Wyposażenie
Do zabytkowego wyposażenia świątyni należą pochodzące z XVII wieku kropielnica i chrzcielnica, znajdujące się dawniej w starym kościele. Kropielnica wykonana jest z kamienia, reprezentuje styl barokowy. Wykonana została w 1632. Mieści się obecnie w przedsionku świątyni i służy celom sakralnym. Chrzcielnica została wykonana również w stylu barokowym z czarnego marmuru. Używana jest również do celów kultowych.

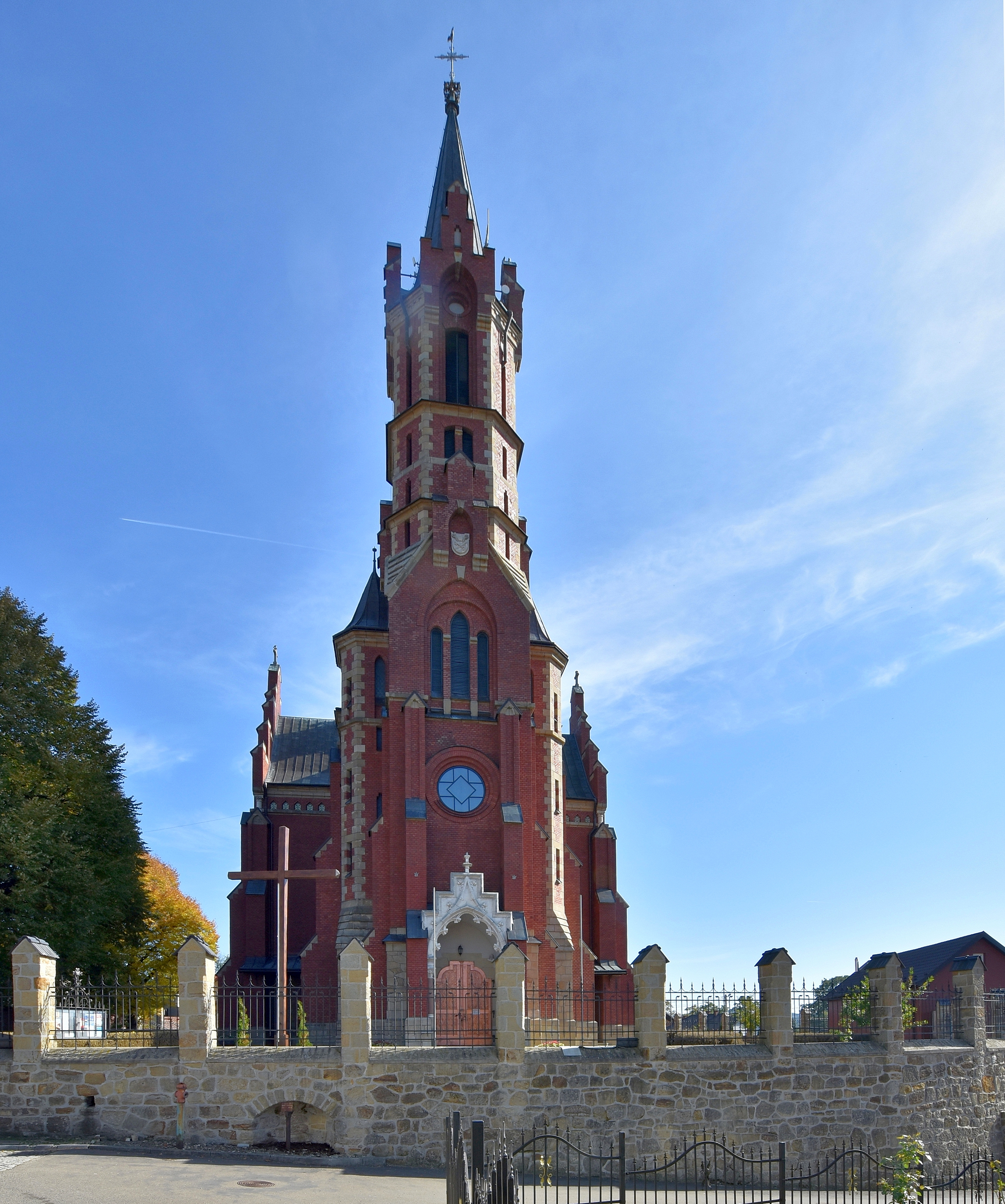
Elewacja frontowa
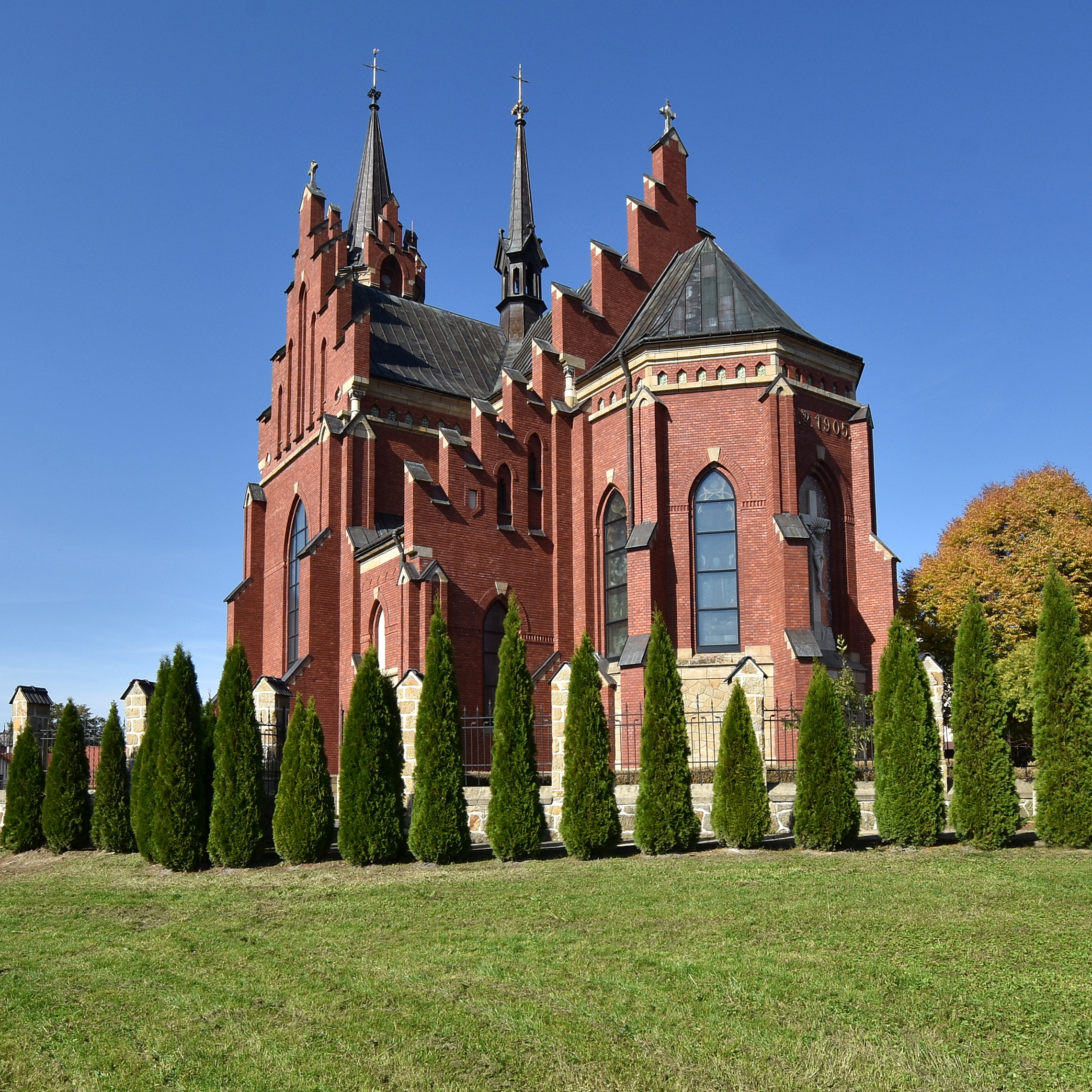
Widok od strony prezbiterium
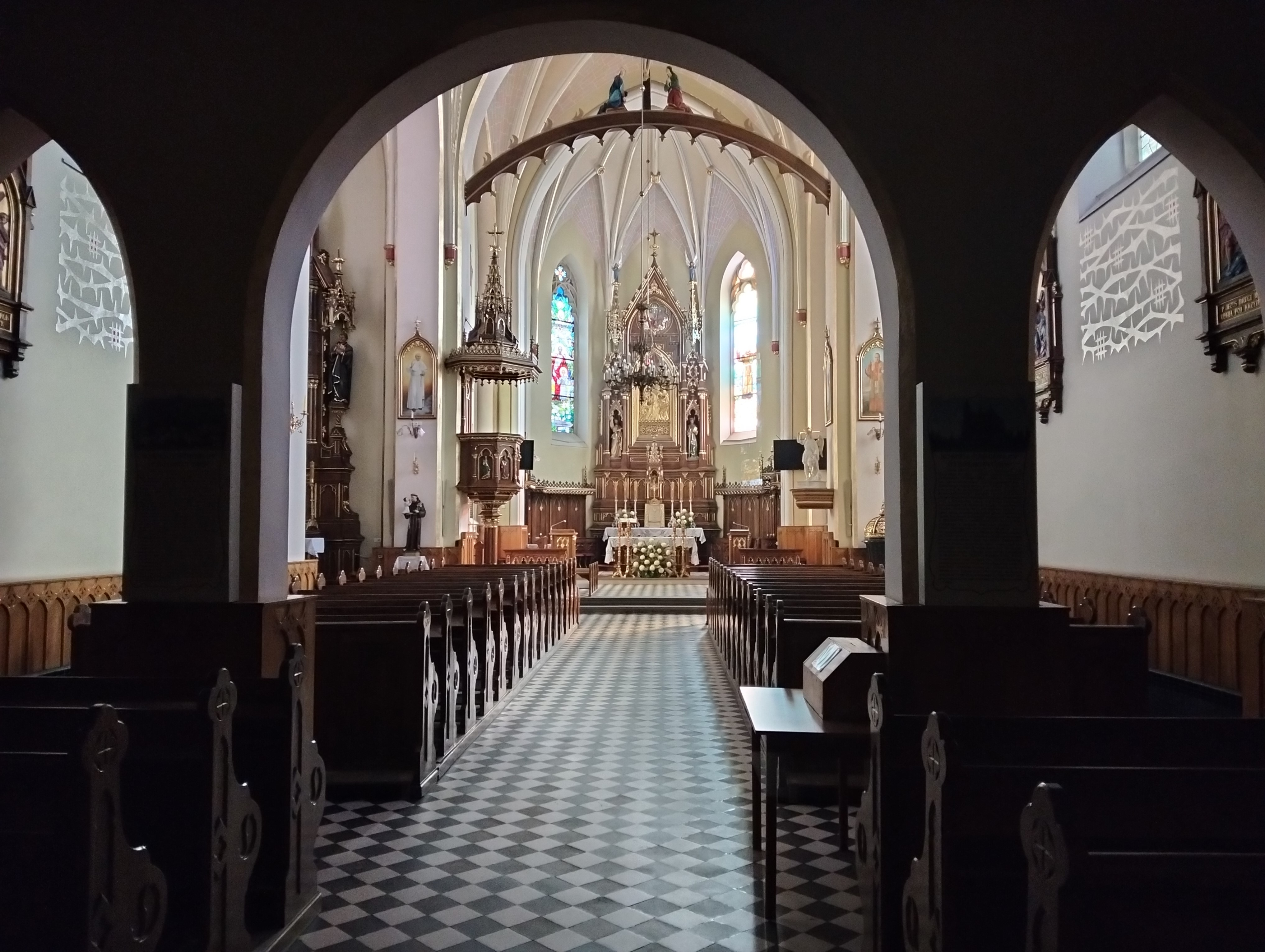
Wnętrze z ołtarzem